# Macropis hedini
Macropis hedini is een vliesvleugelig insect uit de familie Melittidae. De wetenschappelijke naam van de soort is voor het eerst geldig gepubliceerd in 1936 door Alfken.